# Zádorfalva
Zádorfalva ist eine ungarische Gemeinde im Kreis Putnok im Komitat Borsod-Abaúj-Zemplén.

## Geografische Lage
Zádorfalva liegt in Nordungarn, 39 Kilometer nordwestlich des Komitatssitzes Miskolc und 11 Kilometer nordöstlich der Kreisstadt Putnok an dem Fluss Szuha. Nachbargemeinden sind Alsószuha, Ragály, Szuhafő und Gömörszőlős.

## Geschichte
Im Jahr 1913 gab es in der damaligen Kleingemeinde 175 Häuser und 708 Einwohner auf einer Fläche von 2885 Katastraljochen. Sie gehörte zu dieser Zeit zum Bezirk Putnok im Komitat Gömör és Kishont.

## Sehenswürdigkeiten
- Reformierte Kirche, erbaut 1803 im spätbarocken Stil
- Römisch-katholische Kirche Fájdalmas Anya, erbaut 1955

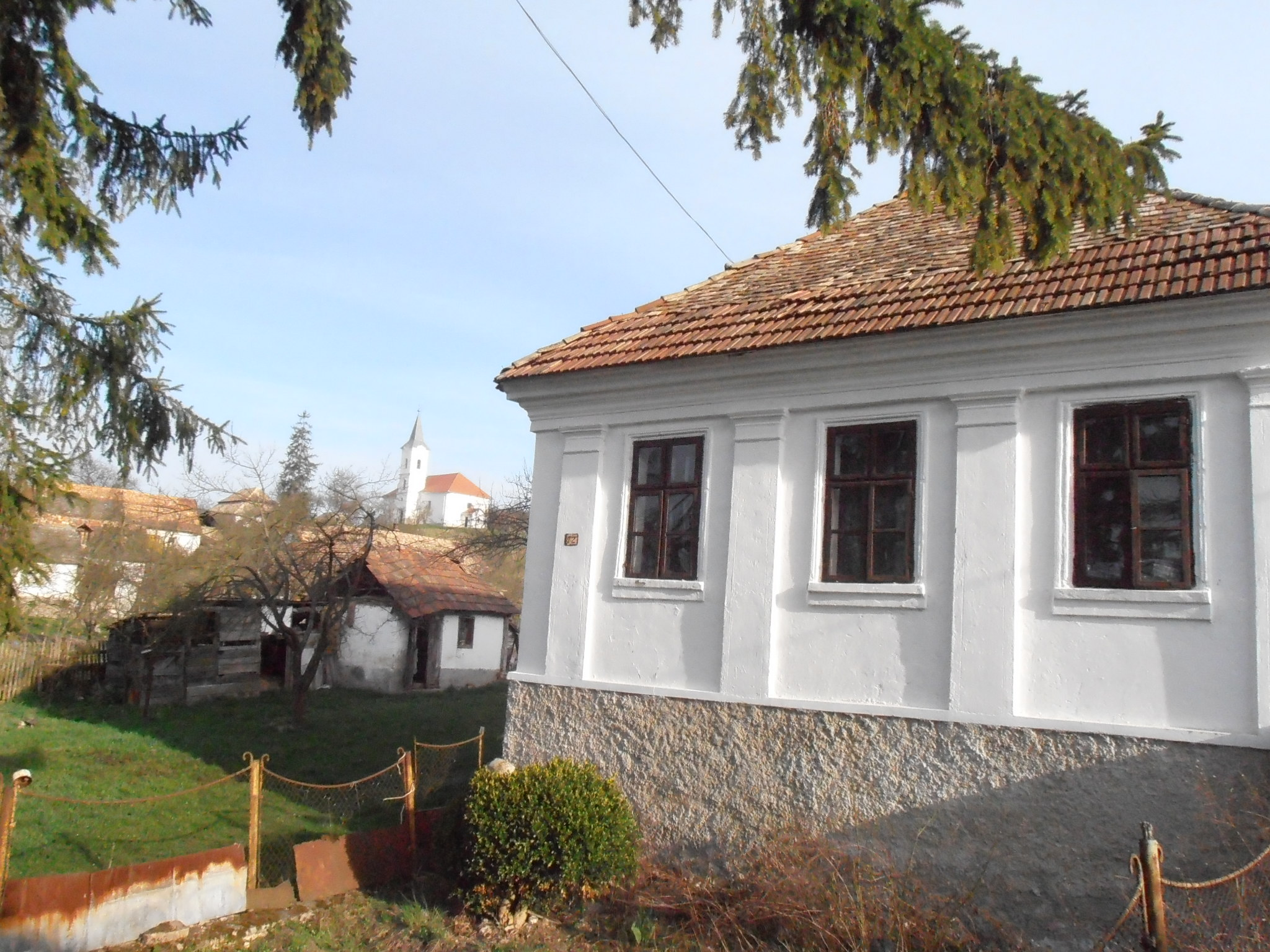
Wohnhaus, im Hintergrund die reformierte Kirche

## Verkehr
Durch Zádorfalva verläuft die Landstraße Nr. 2601, von der die Landstraße Nr. 2605 nach Alsószuha und die Nebenstraße Nr. 26102 nach Szuhafő abzweigen. Es bestehen Busverbindungen nach Szuhafő, über Ragály nach Aggtelek, nach Kazincbarcika sowie nach Putnok, wo sich der nächstgelegene Bahnhof befindet.